# Botswana TV
Botswana TV ist der öffentlich-rechtliche Fernsehveranstalter in Botswana. Als Botswanas erster Fernsehsender sendet er seit 2000.
1997 entschied das botswanischen Parlament einen Fernsehsender zu schaffen. Der Sendestart erfolgte am 31. Juli 2000. Der Sender hat sich dazu verpflichtet, mindestens 60 % lokale Sendungen zu zeigen.
BTV ist der erste Fernsehsender in Afrika und der zweite weltweit (nach den britischen ITN), der ausschließlich digitale Technik nutzt.
Um im Flächenland Botswana präsent zu sein, besitzt B-TV Zweigniederlassungen in Maun und Francistown. Ihr Bereich erstreckt sich von Palapye/Serowe bis an die Grenzen mit Sambia und Simbabwe, aber auch in den Raum Ghanzi. Aufgrund des flächendeckenden Netzes gilt BTV als gute Projektionsplattform für lokale Unternehmen.
BTV sendet über PanAmSat 7 und PanAmSat 10.